# Kasteelhoeve Barelsteyn
De kasteelhoeve Barelsteyn, ook wel Barelstein of Baerelhof genoemd, was een Frankisch kasteelhof gelegen in Bornem in de provincie Antwerpen in België, waar de huidige Koningsbeek samenkomt met de Barelstraat. 

## Situering en Naamgeving
De Barelstraat is een bochtige weg die vertrekt vanuit het centrum van Bornem richting Oppuurs. Het goed Barelsteyn lag links van de huidige Koningsbeek waar de Bareldreef samenkomt met de Barelstraat, niet ver van de huidige Kinderboerderij en de taverne Barelstein. Het goed was omwald door een gracht die verbonden was met de Koningsbeek. De Koningsbeek was een van de oudste gekende beken van Bornem. Ze mondt samen met de Ronnebeek uit in de Vliet. In de Cijnslijst van 1370 staat ze al vermeld als Moerbeke en in het register van de XXde penning van 1571 vinden we haar terug als Coninckxbeke.
Andere benamingen van Barelsteyn die teruggevonden zijn in aktes en documenten zijn Hof van Baerle (leenboek van 1425), Hof Barelsteyn (register van de XXde penning van 1571), Huysinghe van plaisantien (1627) en Castel (1742). Van het goed is niets meer overgebleven buiten een deel van de omwalling.
Gedurende sommige periodes van het jaar kan men enkel door het verschil in kleur van de grond nog de sporen van de grondvesten opmerken. Er zijn ook voor zover bekend geen duidelijke afbeeldingen of foto's van teruggevonden. Om toch enig beeld te krijgen van dit kasteelhof moeten we afgaan op de tekeningen in oude landkaarten.

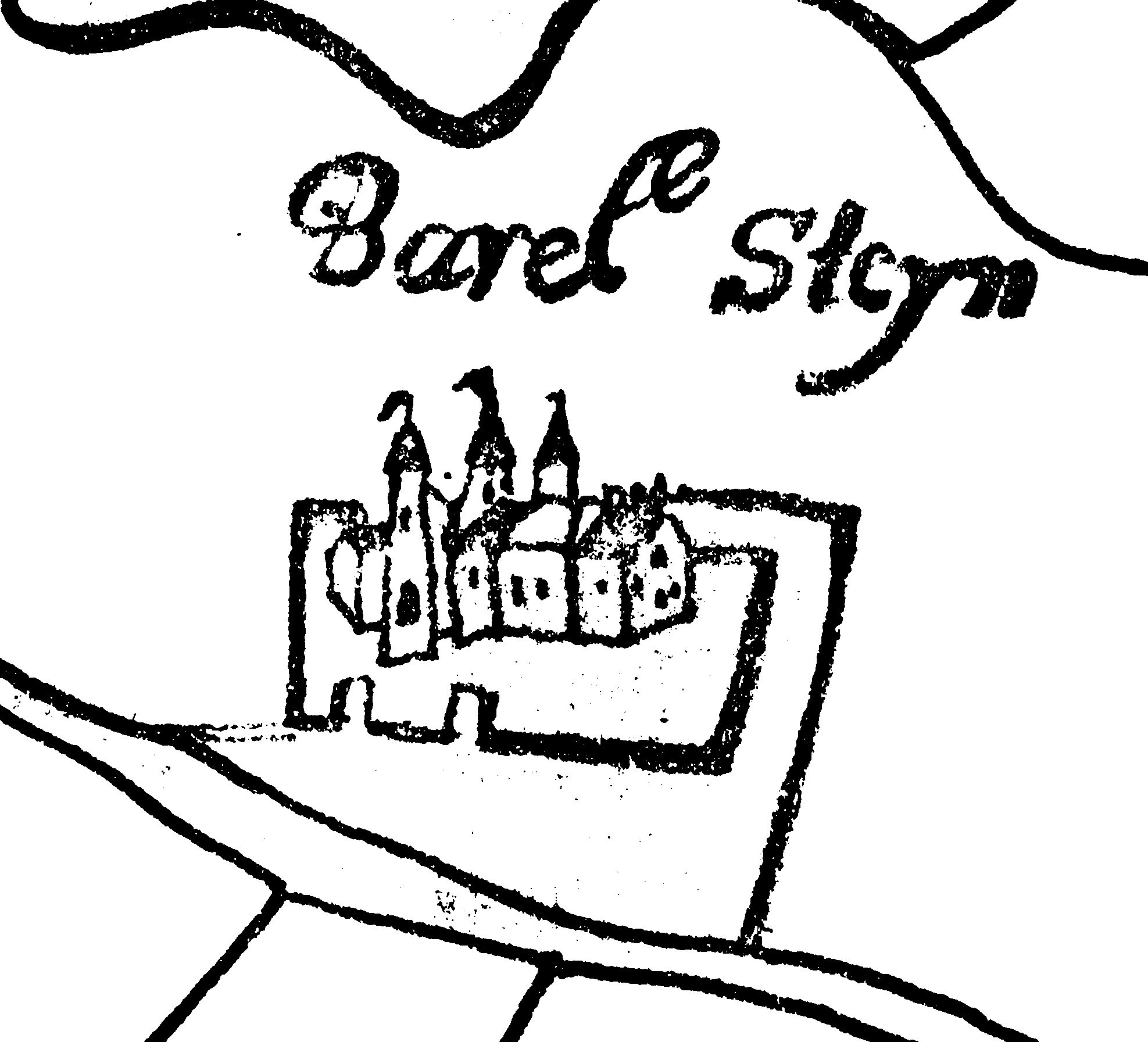
Het Hof Barelsteyn (Sermeelen 1647)

Op een oude landkaart van 1647 van landmeter Jeremias Sermeelen getiteld "Casselrije, Landt ende Graefschap van Bornhem" staat een omwald kasteeltje (een steen) met drie torentjes getekend (zie fig.). Ook op de "Caerte Figuratieve van den Graefschappe van Bornhem" van de hand van Pieter Meysmans (1676-1677) vinden we het Barelsteyn terug.

## Het Frankisch geslacht de Barla
De Frankische familie de Barla (ook van Baerle genaamd) bouwde in Bornem tijdens de middeleeuwen een kasteelhoeve, een "Steyn" omgeven door een wal. Het was een vrij leen van de heerlijkheid van Bornem. De oudste vermelding van Barelsteyn vinden we terug in een document van 1350: "eenen hof gheleghen in de Baerle strate".
De oorsprong van de naam Steyn, Stein of Steen dient gezocht in de vroege middeleeuwen. De plattelandsbevolking woonde toen meestal in lemen hutten. De middenstand, vooral in de steden, vond een onderkomen in huizen voornamelijk opgetrokken uit hout. Slechts de landvoogd en de voorname heren konden het zich veroorloven in een stenen huis, kasteel of burcht te wonen. Ook in Duitsland zijn heel wat plaatsnamen te vinden met als uitgang -stein.
De naam Barel is afkomstig van het Frankische geslacht de Barla (ook van Baerle genaamd), dat zich hier tijdens de Frankische kolonisatieperiode vestigde. Een lid van de familie de Barla komt als getuige voor in een akte van 1218.
De Franken waren een groep West-Germaanse volken, die het gebied van de Beneden- en Midden Rijn bewoonden. Carausius, een menapisch hoofdman, werd door keizer Maximianus belast met de verdediging van de rijksgrens in het noorden van Gallië. In 287 kwam hij echter in opstand en daarvan maakten de Franken gebruik om de gebieden tussen Rijn en Waal (Nederland), tussen Rijn- en Scheldemonding en Taxandrië (Noord-Brabant en Antwerpen) te veroveren. Onder Julianus de Afvallige (355-361) kregen de Franken vaste rechten in Taxandrië. In 358 werden zij een eerste Salisch-Frankische vazalstaat van het Romeinse rijk.
In de 2e helft van de 4e eeuw dreven de Franken hun kolonisatie verder door. Het Land van Waas komt eerst aan de beurt. Dan trokken ze geleidelijk de vallei van de Schelde en later de vallei van de Leie binnen. Het was geen gewelddadige bezetting, eerder een geleidelijke overname van de gronden en bezittingen die door de Romeinen verlaten werden.
In Bornem en Luipegem hebben de Franken dus de villae of hoeven betrokken die door de Gallo-Romeinse inwijkelingen verwaarloosd achtergelaten waren. Zij hechtten veel belang aan de aanwezigheid van water voor de veeteelt, vandaar dat de ligging van Bornem aan de Oude Schelde voor hen de ideale vestigingsplaats was.

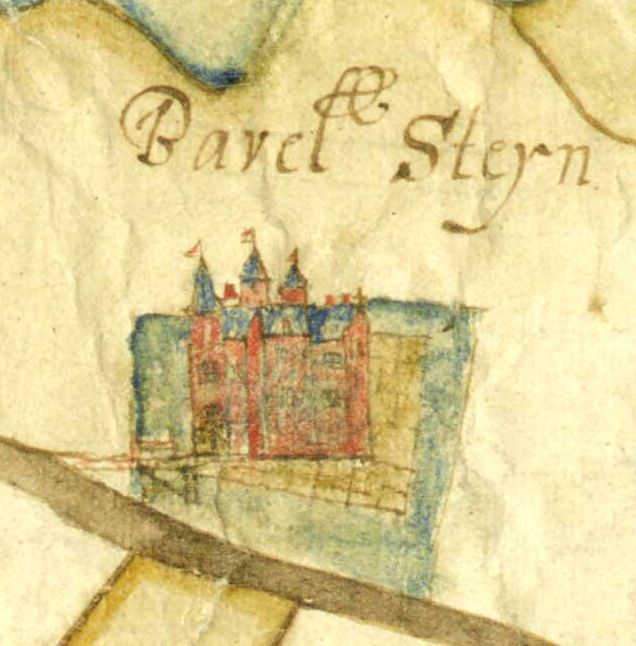
Barel Steyn (De Cluijs Hoeve en omliggende gronden in Bornem - Jérémie Sermeelen 1647)

## Eerste eigenaars
De oudste leden van de familie Van Barel waarvan in documenten melding wordt gemaakt, zijn Swalu of Swalen van Barel en Abo van Baerle. Swalu van Barel ontgon het Swaluwveld dat zich situeerde op de plaats van het huidige Fort van Bornem. Het Swaluwveld of Swaelevelt werd reeds als dusdanig genoemd in de leenrol van 1373. Op de kaart van Pieter Meysmans uit 1676 was het reeds onderverdeeld in verschillende percelen met de smalle zijde tegen de Steenweg op Oppuurs. In 1659 lezen we Swalevelt, maar later komt ook de naam Swaluvelt voor.
Abo van Baerle ontgon het Absveld. De huidige Absveldstraat verwijst naar dit leen. Het Absvelt situeerde zich tussen de Sint Amandsesteenweg en de Barelstraat. De oudste vermelding is te vinden in de schatting van Bornem (1318). In latere tijden had de kerk van Bornem een groot belang in dit beloop. Zo werd vanaf 1680 tot aan de Boerenkrijg op een stuk van verschillende dagwand groot, per jaar een pot wijn als wijnrente betaald, door achtereenvolgens Jan Van Haver, Adriaan Moens, de Wezen Moens, Joos Van Hoorick en Gillis Van Grootven. Ook in de quohiersettinghe van 1659 werd dit stuk vermeld onder de naam Hoogen Hoff.
De familie Van Baerle ontgon tevens het Barelveld (ook Barlevelt of Baerlevelt genoemd). Het was gelegen tussen de Sint-Amandsesteenweg en de Barelstraat. Op de kaart van Pieter Meysmans uit 1676 is het als een groot rechthoekig veld getekend met een oppervlakte van meer dan 2500 roeden. Het veld werd in twee gesneden door wat nu nog de Bareldreef wordt genoemd, en die uitkomt op het Barelsteyn. In de leenrol van 1373 lezen we "...vul leen gheleghen up Baerlevelt...". In de kerkrekeningen wordt het meestal aangeduid als Barelvelt.
Ook het Cleembroek werd door de familie Van Barel ontgonnen. Het Cleembroek situeerde zich tussen de oude Frankische Kluishoeve (De Cluyse) op het einde van de Kluisstraat en de Barelstraat. Het strekte zich uit achter het Barelsteyn. De oudste schrijfwijze die gevonden werd dateert uit 1318 en geeft Cleenbroeck en Clenebroec. Ook de Franse benaming Petit Broeck werd gevonden, zodat we kunnen stellen dat men eigenlijk Klein Broek bedoelde. Zo vinden we ook in de kerkrekeningen van 1705 tot 1720 Cleynbroeck geschreven. Oudere schrijfwijzen geven dan weer Clembroeck (1599) en Cleembroeck (1640). De kaart van C. Popp uit 1860 geeft dan weer Kleenbroeck.

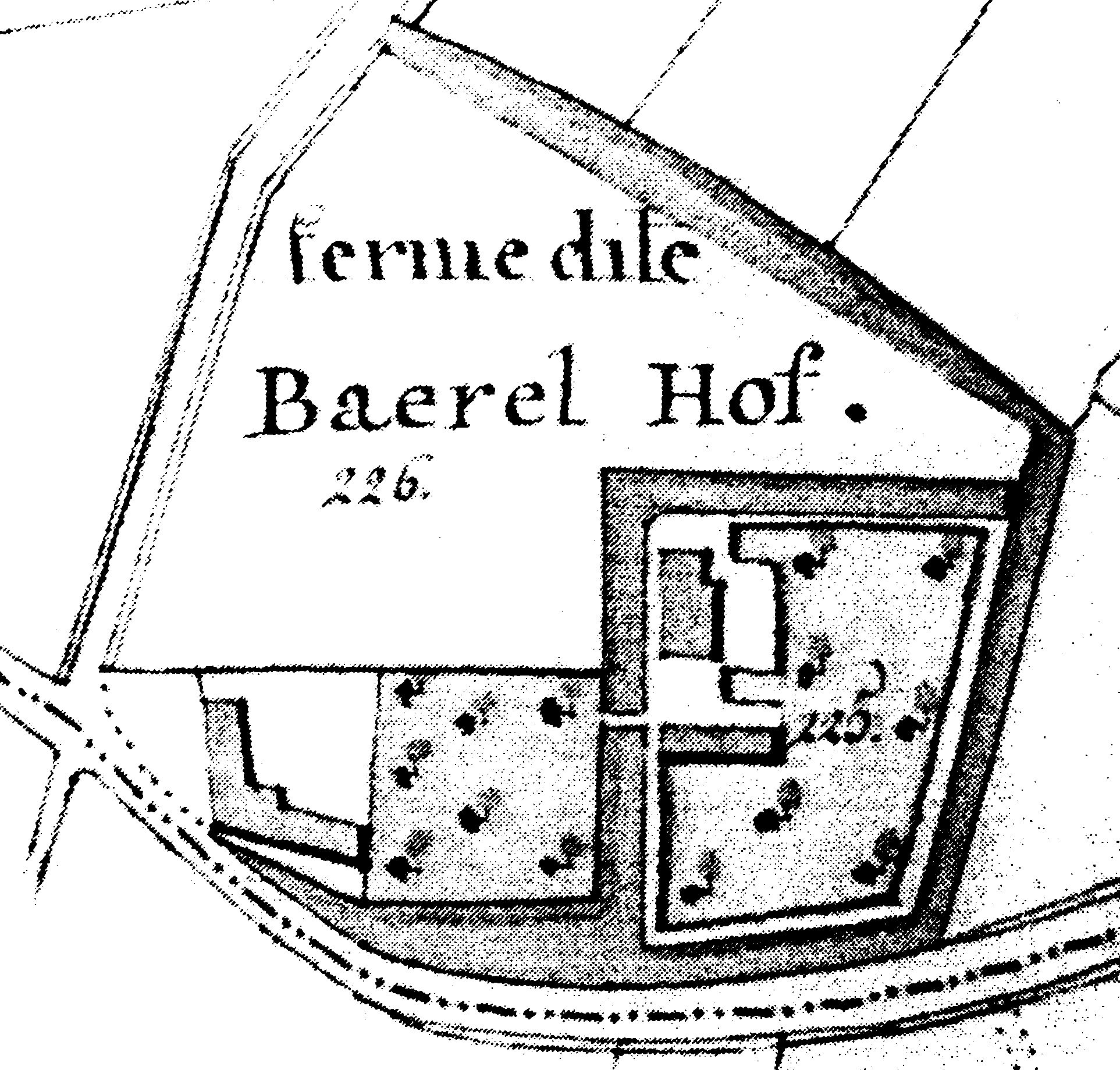
Ferme Dite Baerel Hof - Atlas Gigault 1807

## Geschiedenis (1301-1595)
In het begin van de 14de eeuw kwam de kasteelhoeve Barelsteyn in het bezit van Gijsbrecht Van Leeuwerghem, gouverneur en kastelein van Bornem. Samen met enkele andere lenen had hij rond 1301 Barelsteyn aangekocht en hij trachtte zijn eigendom tot een heerlijkheid met eigen rechtsgebied te verheffen. Hij hield hier zijn vierschaar, vonniste overtredingen en sprak grote en kleine boeten uit. Gijsbrecht vocht tijdens de Guldensporenslag in 1302 op de Groeningekouter in Kortrijk samen met Willem van Boernheim (Bornem). Willem was hospitaalridder van Sint-Jan in Jerusalem. Op de vooravond van deze slag had hij tevens deelgenomen aan de bestorming en beklimming van het Kasteel van Maele. Op het Groeningeveld was hij bevelhebber der schildknapen, ook Zwane-Ridders genoemd.
Robrecht van Kassel, de 2de zoon van Robrecht III van Vlanderen, was gehuwd met Jeanne de Bretagne. Hij werd heer van Bornem tot 1331 en was meer dan de voorgaande heren van Bornem begaan met zijn bezittingen. Robrecht was het niet eens met de plannen van Gijsbrecht om van Barelsteyn een eigen rechtsgebied te maken. Hij hield daarom in 1314 in de priorij van Bornem een plechtige rechtszitting en veroordeelde Gijsbrecht. Alle rechten die Gijsbrecht zich had toegeëigend werden verbeurd verklaard.
In 1393 staat een zekere Jan van Wijneghem gekend als eigenaar van Barelsteyn. Zijn zoon Claus verkoopt alle goederen aan de familie Van Tannerien. Deze familie bewoonde Barelsteyn tot in de 2de helft van de 16de eeuw. Tijdens de godsdienstoorlogen veranderde het goed geregeld van eigenaar. Zo vinden we achtereenvolgens Jan Baptist van Damme, Diederick van de Werve van Antwerpen en Rombout Danckaerts.
Graaf Karel van Mansfeld (1547-1595) was de volgende eigenaar van Barelsteyn. Karel was de zoon van Peter Ernst I van Mansfeld, beroemd legeraanvoerder der keizerlijke troepen en landvoogd van de Zuidelijke Nederlanden van 1588-1592. Hij huwde met Maria Christina van Egmont, dochter van Lamoraal van Egmont. Het huwelijkscontract werd op 12 december 1591 op het hof van Hoogstraten te Brussel opgesteld. Hij bracht in gemeenschap de heerlijkheden van Temse, Buggenhout, St. Amands en Baasrode. Maria Christina bracht een fortuin van 268.963 Artesische munt in gemeenschap en haar eigendom bevatte o.m. de heerlijkheid van het Steen van Elewijt, dat ooit aan Peter Paul Rubens toebehoorde.
Karel was peter bij de doop van Pedro Coloma II, zoon van Pedro Coloma, eerste baron van Bornhem, in 1587. Karel koos aanvankelijk de zijde van Willem van Oranje, maar kwam daarna in dienst van Margaretha van Parma. Na een verblijf in Frankrijk waar hij deelnam aan de godsdienstoorlogen keerde hij in 1576 naar de Nederlanden terug, waar hij diende onder don Juan van Oostenrijk. In 1579 kreeg hij het bevel over de artillerie en nam aan diverse krijgsverrichtingen deel, onder meer aan het Beleg van Antwerpen (1584-1585), waar hij ernstig werd gekwetst. Na de dood van Alexander Farnese voerde hij tijdelijk het opperbevel over de Spaanse troepen in de Nederlanden. Hij nam deel aan de strijd tegen prins Maurits van Nassau en in 1592 als admiraal aan de strijd van de Spanjaarden in Frankrijk. In 1593 nam hij dienst in het keizerlijk leger dat in Hongarije optrad tegen de Turken en sneuvelde in de strijd te Komárom op 14 augustus 1595.

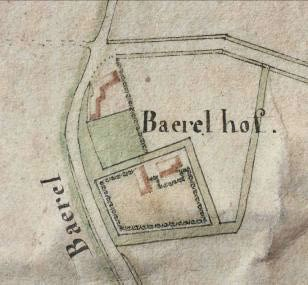
Het Baerel hof (Kaart van de eigendommen van graaf Charles de Marnix opgemaakt door landmeter F. Le Brun op 15 oktober 1807. (BORNEM. K.A., Kaarten en plannen - Foto Walter Verstraeten))

## Geschiedenis (1595-1742)
In 1595 werd kolonel la Bourlotte de volgende eigenaar van Barelsteyn, vervolgens Jan Brasseliers. Hij verkocht het in 1605 aan Remacle Roberti, die het in 1617 voor de som van 24.000 gulden overliet aan Pieter dela Faille. In 1708 werd het verder verkocht aan Pieter Judocus de Keersmaecker, griffier van het land en het graafschap van Bornem van 1696 tot 1732. Hij huwde op 3 april 1700 met Catharina de Keersmaecker, dochter van Jan de Keersmaecker, griffier van Temse en Cauwerburg. De schoonbroer van Pieter, Petrus Jacobus de Keersmaecker overleed in Bornem op 10 juli 1724. Pieter werd nu naast heer van Barelsteyn ook heer van Leugenhage, ook bekend als de Blauwhoeve te Temse. Net zoals Petrus werd Pieter en zijn echtgenote in het koor van de parochiekerk van Bornem begraven. De grafsteen bevindt zich nu achteraan in de kerk voor de weekkapel. Pieter stond in Bornem	bekend als de rijkste man na de graaf. Hij stierf op 73-jarige leeftijd op 19 oktober 1732. Zijn vrouw Catharina overleed op 60-jarige leeftijd. Hun huwelijk bleef kinderloos. Volgens sommige bronnen werden hun bezittingen waaronder Barelsteyn verdeeld onder meer dan 700 erfgenamen.

## Teloorgang (1742-1800)
In 1742 kwam Barelsteyn in het bezit van de familie Papejans de Morkhoven en sprak men van "Casteel en Baerelhoeve", al wordt er op dat moment reeds van ruïnes gesproken. Het goed bestond uit volle en kleine lenen en besloeg een oppervlakte van 36,5 bunder (1 bunder = 900 roeden = 1,3118 hectaren) of 39 hectaren, 35 aren en 4 centiaren. Op 6 november 1798 wordt het centrum van Bornem in brand gestoken en worden er in Bornem 188 huizen vernield. Dit kan de verklaring zijn waarom op het einde van de 18de eeuw Barelsteyn definitief werd afgebroken. Op een kaart uit 1800 van de Franse Republiek (1799-1800) gemaakt door J. Maillaert et Soeur werd het niet meer opgenomen. Op de kaart van Gigault van 1807 staat alleen nog een restant van de bijgebouwen aangegeven (zie fig.). Op het kadasterplan van C. Popp is de omwalling nog getekend, maar van bebouwing ontbreekt elk spoor. Vandaag rest enkel nog een gedeelte van deze omwalling.

## Trivia
- Kinderboerderij Barelhoeve en voormalige taverne Barelsteyn zijn gesitueerd in de directe omgeving van de grondvesten van Barelsteyn.